# Буже (озеро)
Бу́же (бел. Бу́жа) — озеро в Браславском районе Витебской области. Относится к бассейну реки Друйка. Расположено в 7 км на северо-запад от Браслава. Входит в группу Браславских озер и находится на территории Национального парка «Браславские озера».

## Описание
Площадь зеркала 3,93 км² (по другим данным - 4,18 км²), длина 3,42 км, наибольшая ширина 1,72 км, максимальная глубина 9,1 м, средняя - 3,7, м, длина береговой линии около 12,2 км. Объем воды около 14,72 млн м³, площадь водосбора около 66 км².
Озерная котловина подпрудного типа, вытянута с юго-запада на северо-восток. Озеро эвтрофное. Берега возвышенные, песчано-галечниковые и каменистые, поросшие кустарником и редколесьем. Окружено обширной поймой, которая местами заполнена валунами, заросшая кустарником. Мелководье узкое, песчаное. Почти не зарастает. Наибольшие глубины находятся в западной части озера, вблизи к берегу. Озеро соединено ручьями с озерами Савонар, Рака и Чекуть. На озере расположено 16 островов, общей площадью около 0,249 км².
В озере обитают щука обычная, окунь, лещ, плотва, краснопёрка, налим, карп, карась, линь, белый амур и другие виды рыб. Производится промысловый лов рыбы. Организовано платное любительское рыболовство.
На берегу озера расположены деревни Крюки, Коханишки, Михалишки, Бужаны.